# Palestyna na Letnich Igrzyskach Olimpijskich 2016
Palestynę na XXX Letnich Igrzyskach Olimpijskich w Rio de Janeiro reprezentowało 6 sportowców - 4 mężczyzn i 2 kobiety.
Był to szósty start Palestyny na letnich igrzyskach olimpijskich.

## Reprezentanci

### Jeździectwo

#### Ujeżdżenie
| Zawodnik             | Koń           | Konkurencja | Grand Prix | Grand Prix | Grand Prix Special | Grand Prix Special | Grand Prix Freestyle | Grand Prix Freestyle | Finał | Finał   |
| Zawodnik             | Koń           | Konkurencja | Wynik      | Pozycja    | Wynik              | Pozycja            | Technika             | Artystyka            | Razem | Pozycja |
| -------------------- | ------------- | ----------- | ---------- | ---------- | ------------------ | ------------------ | -------------------- | -------------------- | ----- | ------- |
| Christian Zimmermann | indywidualnie | Aramis      | 63.271     | 57.        | NQ                 | NQ                 | NQ                   | NQ                   | NQ    | NQ      |

### Judo
Mężczyźni
| Zawodnik     | Konkurencja | 1/32             | 1/16             | 1/8              | Ćwierćfinał      | Półfinał         | Repesaż          | Finał/BM         | Finał/BM |
| Zawodnik     | Konkurencja | Przeciwnik Wynik | Przeciwnik Wynik | Przeciwnik Wynik | Przeciwnik Wynik | Przeciwnik Wynik | Przeciwnik Wynik | Przeciwnik Wynik | Pozycja  |
| ------------ | ----------- | ---------------- | ---------------- | ---------------- | ---------------- | ---------------- | ---------------- | ---------------- | -------- |
| Simon Yacoub | - 60 kg     | Khyar P 000–100  | NQ               | NQ               | NQ               | NQ               | NQ               | NQ               | NQ       |

### Lekkoatletyka
Mężczyźni
| Zawodnik             | Konkurencja | Eliminacje | Eliminacje | Ćwierćfinał | Ćwierćfinał | Półfinał | Półfinał | Finał | Finał   |
| Zawodnik             | Konkurencja | Wynik      | Pozycja    | Wynik       | Pozycja     | Wynik    | Pozycja  | Wynik | Pozycja |
| -------------------- | ----------- | ---------- | ---------- | ----------- | ----------- | -------- | -------- | ----- | ------- |
| Mohammed Abu Khoussa | 100 m       | 10,82      | 3. q       | 11,89       | 9.          | NQ       | NQ       | NQ    | NQ      |

Kobiety
| Zawodniczka     | Konkurencja | Finał   | Finał |
| Zawodniczka     | Konkurencja | Wynik   | Poz.  |
| --------------- | ----------- | ------- | ----- |
| Mayada Al-Sayad | maraton     | 2:42:28 | 67.   |

### Pływanie
Mężczyźni
| Zawodnik     | Konkurencja           | Eliminacje | Eliminacje | Półfinał | Półfinał | Finał | Finał   |
| Zawodnik     | Konkurencja           | Czas       | Miejsce    | Czas     | Miejsce  | Czas  | Miejsce |
| ------------ | --------------------- | ---------- | ---------- | -------- | -------- | ----- | ------- |
| Ahmed Gebrel | 200 m stylem dowolnym | 1:59,71    | 47.        | NQ       | NQ       | NQ    | NQ      |

Kobiety
| Zawodniczka    | Konkurencja          | Eliminacje | Eliminacje | Półfinał | Półfinał | Finał | Finał   |
| Zawodniczka    | Konkurencja          | Czas       | Miejsce    | Czas     | Miejsce  | Czas  | Miejsce |
| -------------- | -------------------- | ---------- | ---------- | -------- | -------- | ----- | ------- |
| Mary Al-Atrash | 50 m stylem dowolnym | 28,76      | 62.        | NQ       | NQ       | NQ    | NQ      |